# Knockvicar
Knockvicar is een plaats in het Ierse graafschap County Roscommon.